# Helen Homans
Helen Homans McLean (1878 – 29 marzo 1949) è stata una tennista statunitense.

## Carriera
Nel 1906 trionfò agli U.S. National Championships.

## Finali del Grande Slam

### Singolare

#### Vinte (1)
| Anno | Torneo             | Avversario in finale | Risultato |
| 1906 | U.S. Championships | Maud Barger-Wallach  | 6-4, 6-3  |

#### Perse (1)
| Anno | Torneo             | Avversario in finale | Risultato     |
| 1905 | U.S. Championships | Elisabeth Moore      | 4-6, 7-5, 1-6 |